# Chích xanh lục
Chích xanh lục (danh pháp hai phần: Phylloscopus trochiloides ) là một loài chích lá thuộc chi Chích lá, họ Chích lá. Loài này phân bố ở khắp phạm vi sinh sản trong vùng đông Bắc Âu và ôn đới đến lục địa châu Á cận nhiệt đới. Đây là loài di cư mạnh mẽ và qua mùa đông tại Ấn Độ. Nó không phải là không phổ biến như là một lang thang trong mùa xuân hoặc đầu mùa thu Tây Âu và được nhìn thấy ở hàng năm Anh. Tại Trung Âu số lượng lớn các loài chim lang thang gặp trong một số năm, một số có thể ở lại và sinh sản, như một số cặp đã sinh sản ở Đức.
Như các loài chim chích khác, trước đây nó được đặt trong nhóm chim chích Cựu Thế giới nhưng này thuộc họ Chích lá.

## Phân loài
Chích xanh lục có các phân loài sau: 
- Chích lục xỉn, Phylloscopus (trochiloides) obscuratus
- Chích hai sọc, Phylloscopus (trochiloides) plumbeitarsus
- Chích ánh lục phương Tây, Phylloscopus (trochiloides) viridanus
- Chích lục hay chích lục sáng, Phylloscopus (trochiloides) nitidus